# Château Romer du Hayot
Château Romer du Hayot ist ein als Deuxième Cru Classé klassifiziertes Weingut in der Gemeinde Fargues innerhalb des Weinbaugebiets Sauternes im Bordeaux. Der Wein ist ein klassischer Verschnitt aus den Rebsorten Sémillon und Sauvignon Blanc. Mit einer bestockten Rebfläche von 15 Hektar gehört das Weingut zu den kleineren der klassifizierten Güter des Weinbaugebiets. Die jährliche Produktionsmenge liegt bei ungefähr 25.000 Flaschen.
Der Rebsortenmix besteht zu 70 % aus der Rebsorte Sémillon, 25 % Sauvignon Blanc und zu 5 % aus der aromatischen Sorte Muscadelle. Das mittlere Alter der Rebstöcke liegt bei 35 Jahren. Neben dem Grand Vin füllt das Weingut auch einen Zweitwein, den Château Andoyse du Hayot ab.

## Geschichte
Gegründet wurde das Weingut vermutlich bereits im siebzehnten Jahrhundert von der Familie Montalier. Als im Jahr 1800 Ferdinand Auguste de Lur-Saluces eine Nachfahrin des Gründers, Marie Thérèse Gabrielle de Montalier heiratete, war das Weingut kurze Zeit Teil des Wein-Imperiums der Familie Lur-Saluces. Deren Tochter Louise Alexandrine ehelichte im Jahr 1824 den Comte Anne Auguste Jacques de la Myre-Mory. Im Jahr 1855, dem Jahr der Bordeaux-Klassifizierung erhielt das Weingut den Namen Château Romer. 1881 wurde das Weingut in eine Vielzahl kleiner Erbanteile der Familie Myre-Mory aufgeteilt. Die einzelnen Parzellen wurden kommissarisch von einer der Direkterben, der Comtesse Beaurepaire-Louvagny, im Ganzen verwaltet. Im Jahr 1911 verkaufte die Erbgemeinschaft jedoch ungefähr fünf Hektar an Roger Farges. Diese Parzelle ist der Grundstock des heutigen Château Romer.
Die restlichen neun oder zehn Hektar kauften im Jahr 1937 Xavier Dauglade und Madame du Hayot. Seither ist das Weingut das Eigentum der Familie du Hayot. Das ursprüngliche Gutsgebäude fiel Anfang der 1970er Jahre dem Bau der Europastraße 72 zum Opfer. Die Weine werden seitdem in den Kellern von Château Guiteronde ausgebaut.